# Unveiled
Unveiled é o sexto álbum de estúdio da banda Whitecross, lançado a 23 de Agosto de 1994.
O disco atingiu o nº 18 da Top Contemporary Christian.
A faixa "Come Unto the Light", ganhou um GMA Dove Awards na categoria de Hard Music Song of the Year em 1994.

## Faixas
1. "Intro" - 0:20
2. "If You Believe" (McPherson, Sloas, Wenzel) - 5:00
3. "Home in Heaven" (Feighan, Keur) - 3:05
4. "Goodbye Cruel World" (Sloas, Wenzel) - 5:32
5. "Angel's Disguise" (Innes, Morgan) - 4:06
6. "I Keep Prayin'" (Beiden, Sloas, Wenzel) - 4:36
7. "Come Unto the Light" (Sloas, Wenzel, Zaffiro) - 4:21
8. "Groove" (Instrumental) - 0:32
9. "King of Angels" (Ferrie, Sloas, Wenzel) - 3:52
10. "Salt City" (Cua, Halligan) - 3:32
11. "Right Before Your Eyes" (Sloas, Wenzel) - 4:05
12. "No Other Love" (Cua, Halligan) - 4:29